# Campanula macrorhiza
Campanula macrorhiza là loài thực vật có hoa trong họ Hoa chuông. Loài này được J.Gay ex A.DC. mô tả khoa học đầu tiên năm 1830.